# Andrej Đurić
Andrej Đurić (in serbo Андреј Ђурић?; Belgrado, 21 settembre 2003) è un calciatore serbo, difensore della Stella Rossa.

## Carriera

### Club
Cresciuto nel settore giovanile della Stella Rossa, dopo un'esperienza in prestito con la squadra satellite del Grafičar Belgrado, nel febbraio del 2022 entra definitivamente in prima squadra, con cui esordisce il 20 marzo, nella partita di campionato vinta per 3-0 contro il Kolubara. Il 16 giugno passa a titolo temporaneo al Domžale; il 5 gennaio 2023 viene acquistato a titolo definitivo, firmando un biennale con il club sloveno. Il 22 agosto seguente viene controriscattato dalla Stella Rossa, con cui si lega fino al 2026, che lo cede subito in prestito allo Spartak Trnava.

### Nazionale
Ha giocato nelle nazionali giovanili serbe Under-19 ed Under-21.

## Statistiche

### Presenze e reti nei club
Statistiche aggiornate al 28 novembre 2023.
| Stagione                 | Squadra                  | Campionato               | Campionato | Campionato | Coppe nazionali | Coppe nazionali | Coppe nazionali | Coppe continentali | Coppe continentali | Coppe continentali | Altre coppe | Altre coppe | Altre coppe | Totale | Totale | Totale |
| Stagione                 | Squadra                  | Comp                     | Pres       | Reti       | Comp            | Pres            | Reti            | Comp               | Pres               | Reti               | Comp        | Pres        | Reti        | Pres   | Reti   |        |
| ------------------------ | ------------------------ | ------------------------ | ---------- | ---------- | --------------- | --------------- | --------------- | ------------------ | ------------------ | ------------------ | ----------- | ----------- | ----------- | ------ | ------ | ------ |
| gen.-giu. 2021           | Grafičar Belgrado        | PL                       | 13         | 0          | KS              | -               | -               | -                  | -                  | -                  | -           | -           | -           | 13     | 0      |        |
| 2021-gen. 2022           | Grafičar Belgrado        | PL                       | 15         | 0          | KS              | 1               | 0               | -                  | -                  | -                  | -           | -           | -           | 16     | 0      |        |
| Totale Grafičar Belgrado | Totale Grafičar Belgrado | Totale Grafičar Belgrado | 28         | 0          |                 | 1               | 0               |                    | -                  | -                  |             | -           | -           | 29     | 0      |        |
| gen.-giu. 2022           | Stella Rossa             | SL                       | 1          | 0          | KS              | 0               | 0               | UCL+UEL            | 0+0                | 0                  | -           | -           | -           | 1      | 0      |        |
| 2022-2023                | Domžale                  | 1. SNL                   | 31         | 2          | CS              | 1               | 0               | -                  | -                  | -                  | -           | -           | -           | 32     | 2      |        |
| lug.-ago. 2023           | Domžale                  | 1. SNL                   | 2          | 0          | CS              | 0               | 0               | UECL               | 2                  | 0                  | -           | -           | -           | 4      | 0      |        |
| Totale Domžale           | Totale Domžale           | Totale Domžale           | 33         | 2          |                 | 1               | 0               |                    | 2                  | 0                  |             | -           | -           | 36     | 2      |        |
| sett. 2023-2024          | Spartak Trnava           | SL                       | 3          | 0          | CS              | 0               | 0               | UECL               | 3                  | 0                  | -           | -           | -           | 6      | 0      |        |
| Totale carriera          | Totale carriera          | Totale carriera          | 65         | 2          |                 | 2               | 0               |                    | 5                  | 0                  |             | -           | -           | 72     | 2      |        |

## Palmarès

### Club

#### Competizioni nazionali
- Campionato serbo: 2

Stella Rossa: 2021-2022, 2024-2025
- Coppa di Serbia: 2

Stella Rossa: 2021-2022, 2024-2025